# Uelen

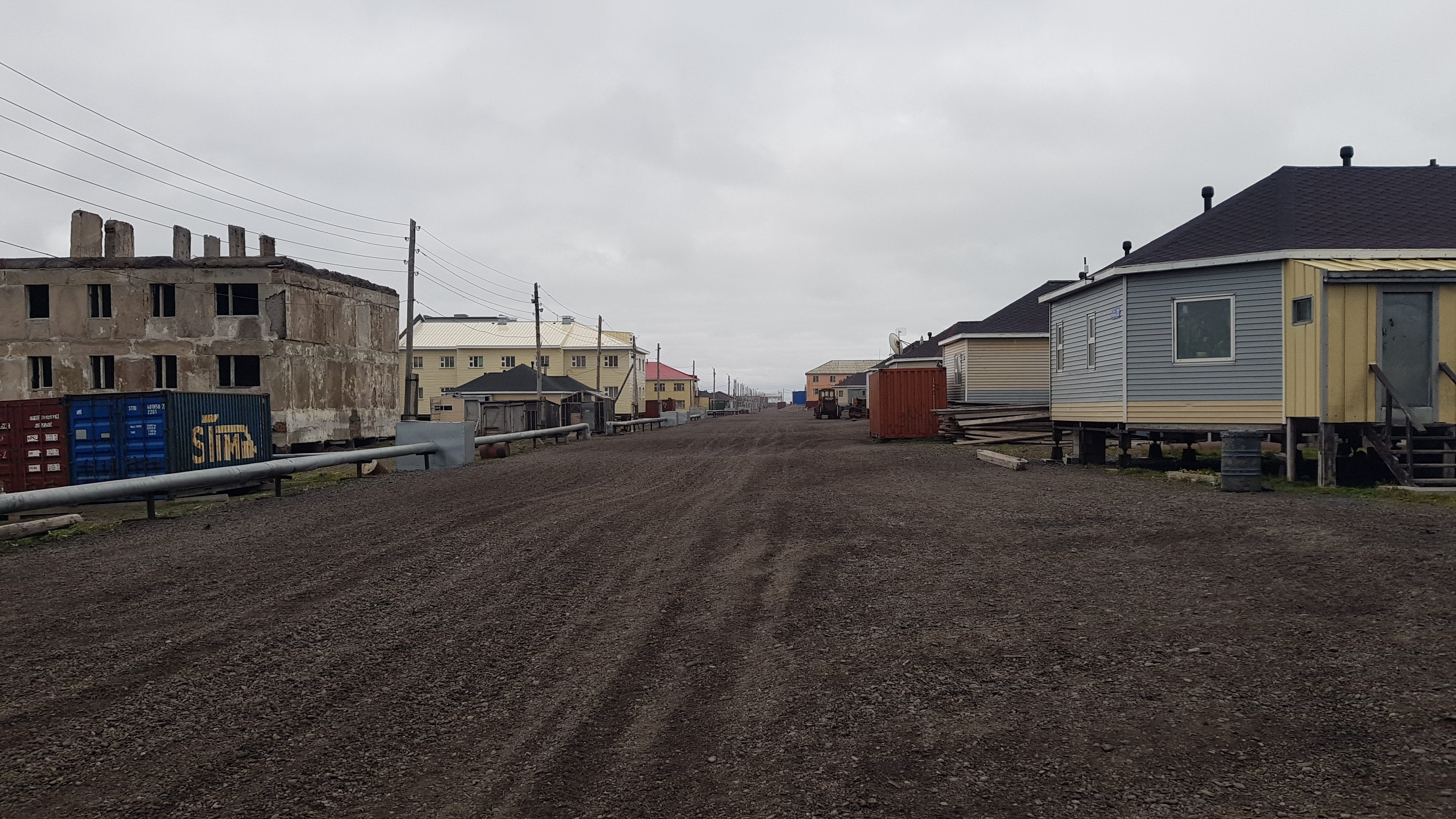
Uelen, ul. Lenina

Uelen (ros. Уэлен) – wieś w azjatyckiej części Rosji, w Dalekowschodnim Okręgu Federalnym, w Czukockim Okręgu Autonomicznym i rejonie czukockim.

## Nazwa
Obecna nazwa wsi pochodzi prawdopodobnie od czukockiego słowa „uvelen”, co oznacza „czarną ziemię”.

## Położenie
Mierzeja, na której znajduje się Uelen, ma mniej niż 300 metrów szerokości.
Jest najdalej na wschód wysuniętą miejscowością lądowej Azji i jest najbardziej wysuniętą na wschód zamieszkałą osadą w całej Eurazji.
Leży na Przylądku Uelen (sąsiadującym z Przylądkiem Dieżniowa) na wschodnim krańcu Półwyspu Czukockiego nad Morzem Czukockim i cieśniną Beringa. Około 600 km na północny wschód od Anadyru.

## Klimat
Uelen ma klimat tundrowy, ze średnią najniższą zimą wynoszącą −6,9° C, średnia temperatura lipca - +7 °C. 

## Ludność
W 2010 roku miejscowość zamieszkana była przez 720 osób (368 mężczyzn i 352 kobiety). Byli to Czukcze, Jupikowie Syberyjscy i Rosjanie.

## Gospodarka
Głównym zajęciem mieszkańców jest rybołówstwo.

## Transport
Wioska Uelen nie jest łatwo dostępna, podróż do niej może zająć kilka dni. Środki transportu obejmują helikopter, który lata do Uelen raz na dwa tygodnie, łódź, pojazdy terenowe, skutery śnieżne, a nawet psie zaprzęgi.

## Kultura
- Ośrodek ludowego rzemiosła czukockiego, założony w 1931 roku. Dziś w warsztacie znajduje się muzeum z kolekcją dzieł sztuki wykonanych z kości morsa, skóry, futra i fiszbinu. Można tu również kupić pamiątki.
- Stanowisko archeologiczne.

## Religia

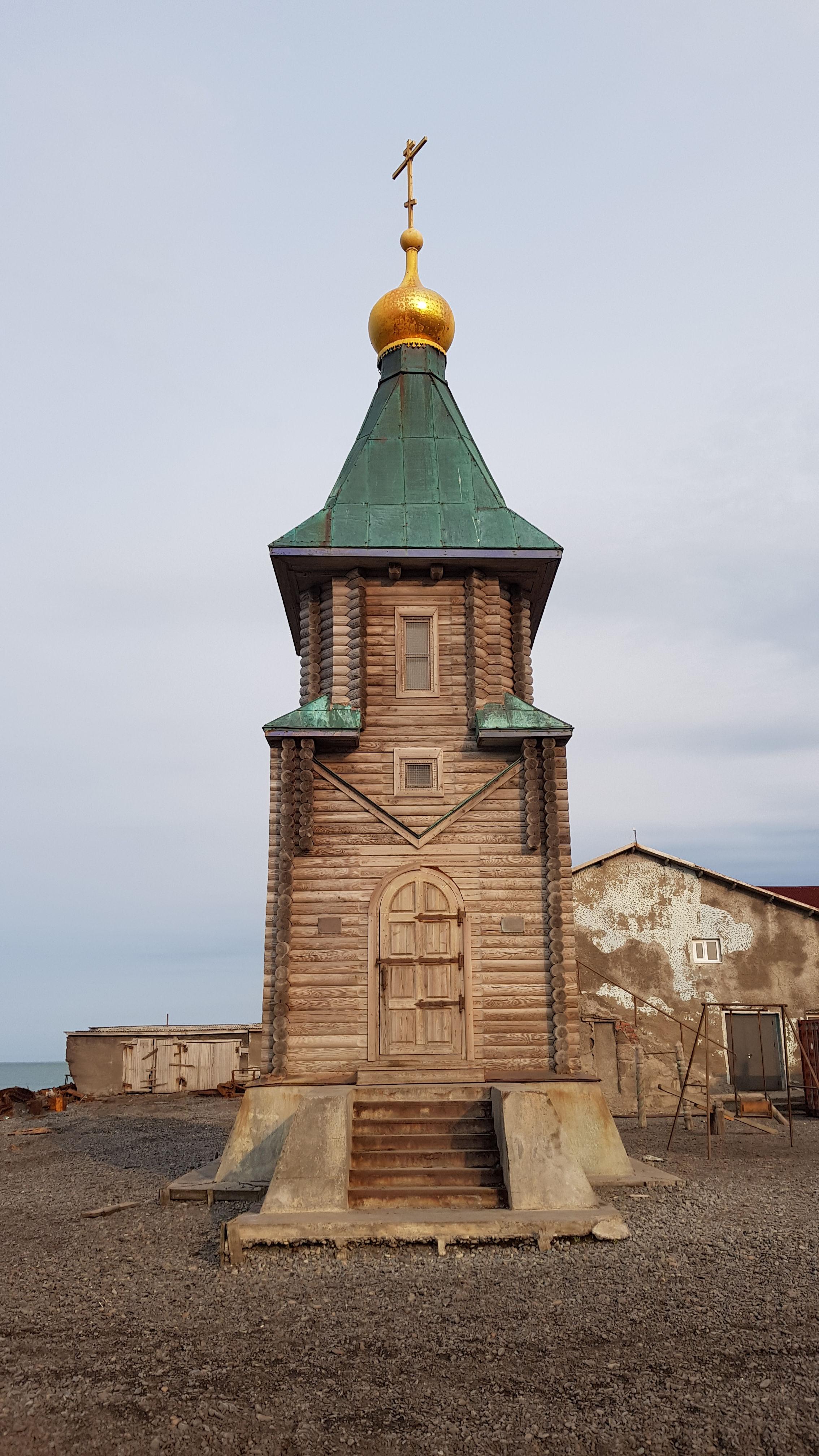
Kaplica

W miejscowości znajduje się drewniana prawosławna kaplica Zmartwychwstania Pańskiego (zbudowana w końcu 2002, poświęcona wiosną 2003), będąca darem mieszkańców obwodu omskiego.

## Ciekawostki
- Ponieważ ta wioska jest tak oddalona od cywilizacji, operatorom komórkowym udało się podłączyć osadę do swoich sieci dopiero w 2011 roku[3][9].
- We wsi Uelen urodził się w 1930 roku pisarz Jurij Rytcheu, uważany za ojca literatury czukockiej[6][10].